# Dendronephthya golgotha
Dendronephthya golgotha är en korallart som beskrevs av Huzio Utinomi 1952. Dendronephthya golgotha ingår i släktet Dendronephthya och familjen Nephtheidae. Inga underarter finns listade i Catalogue of Life.